# Distrito Escolar 11 de Colorado Springs
Distrito Escolar 11 de Colorado Springs (Colorado Springs School District 11, District 11 o D-11) es un distrito escolar de Colorado. Tiene su sede en Colorado Springs. Gestiona 60 escuelas. El consejo escolar tiene un presidente, un vicepresidente, un secretario, un tesorero, y tres miembros.